# Scelotes poensis
Espèce
Scelotes poensis est une espèce de sauriens de la famille des Scincidae.

## Répartition
Cette espèce est endémique de l'île de Bioko en Guinée équatoriale.

## Étymologie
Son nom d'espèce, composé de po et du suffixe latin -ensis, « qui vit dans, qui habite », lui a été donné en référence au lieu de sa découverte, l'île de Bioko qui fut longtemps nommée Fernando Pó.

## Publication originale
- Bocage, 1895 : Reptiles et Batraciens nouveaux ou peu connus de Fernâo do Po. Jornal de sciencias mathematicas, physicas e naturaes / Academia Real das Sciencias de Lisboa, sér. 2, vol. 4, p. 16-20 (texte intégral).